# صومعه خور ویراپ
صومعه خور ویراپ (به ارمنی: Խոր վիրապի վանք) (خور ویراپ به معنی گودال عمیق یا چاه عمیق) صومعه‌ای است متعلق به کلیسای حواری ارمنی؛ که در دشت آرارات، در نزدیکی مرز ترکیه واقع شده‌است. این صومعه حوزه علمیه دینی و محل اقامت جاثلیق ارمنستان می‌باشد.
شهرت این صومعه مربوط به زمان زندانی شدن گریگور روشنگر توسط پادشاه تیرداد سوم می‌باشد این صومعه هم‌اکنون یکی از زیارتگاه‌های اصلی ارمنی‌ها می‌باشد.

## جغرافیای صومعه
صومعه خور ویراپ در نقطه صفر مرزی بین ارمنستان و ترکیه قرار دارد. صومعه در حدود ۸ کیلومتری جنوب آرتاشات، استان آرارات واقع شده‌است. این بنا در زمان سلسله اشکانی ارمنستان در دشت آرارات در ارتفاعی معادل ۲۳۰۰ متر از سطح دریا ساخته شده‌است و ساخت آن به سده ۷ میلادی بر می‌گردد. این صومعه که در مکان پایتخت کهن ارمنستان یعنی شهر شهر باستانی آرتاشات بنا شده بود.

## تاریخچه صومعه

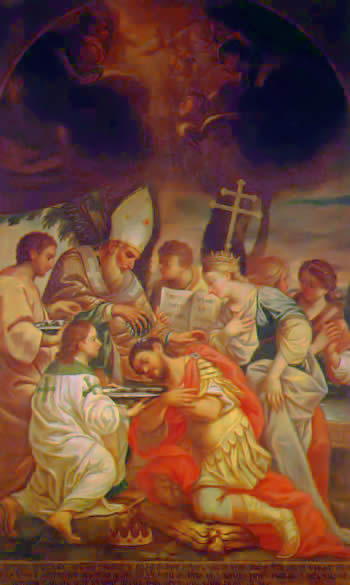
نقاشی در این صومعه

در نتیجهٔ کوشش گریگور روشنگر، تیرداد سوم در سال ۳۰۱ میلادی، مسیحیت را دین رسمی کشور اعلام کرد و ارمنیان را به این آیین نو فراخواند. کلیسای کوچک در سال ۶۴۲ میلادی در منطقه [Virap Kirat] توسط نرسس سوم معروف به سازنده ساخته شد. نرسس سوم کلیسای کوچک را به عنوان نشانه ستایش سنت گریگوری برپا ساخت و در طول سده‌ها بارها بازسازی شده‌است. در سال ۱۶۶۲ میلادی، کلیسای بزرگتر به نام «آستواتساتسین مقدس» [St. Astvatsatsin] به معنی (مادر مقدس خدا) در اطراف خرابه‌های کلیسای کوچک قدیمی، صومعه، سالن ناهار خوری و حجره راهبان ساخته شد.
گریگور روشنگر، پسر آناک از «دودمان پارتیان» ارمنی بود. او از شهرستان «پاهلاو» و سرزمین پارتها برخاسته از خاندان سورن و اشکانی بود. گریگور در سزاریا، با آیین مسیحیت آشنا می‌شود و به مسیحیت می‌گرود. او زبان‌های سریانی و یونانی را می‌آموزد. تیرداد سوم در سال ۲۸۷ میلادی بر تخت پادشاهی ارمنستان نشست. آنگاه گریگور، برای خدمت به او به دربار اشکانیان ارمنی رفت، اما به سبب گرایشی که به دین مسیح داشت، از تیرداد رنج و آزار بسیار دید و به فرمان او سیزده سال در سیاه‌چال، صومعه خور ویراپ زندانی کرد. تیرداد به سبب کفر، خود به دردی سخت جانکاه گرفتار آمد. روزی فرشتهٔ خداوند به خواب خواهر پادشاه آمد و او را پیام داد که تنها یک تن می‌تواند این درد را درمان کند، و او همانا گریگور زندانی است. پس، یکی از بزرگان ارمنی را به آن سیاه چال فرستادند تا چنانچه گریگور زنده مانده باشد، او را به دربار آورند. گریگور مقدس را، که به حکم پروردگار زنده مانده بود، از سیاه چال بیرون آوردند و به همراه انبوه مردمان به واغارشاپات، پایتخت ارمنستان، بردند.
پس از آزادی گریگور مقدس، پادشاه و بزرگان از او طلب بخشش کردند تا از گناه آنان بگذرد. آنگاه گریگور مقدس، موعظه آغاز کرد و از رحمت پروردگار سخن گفت و مردم را به شناخت خداوند خواند و گفت:
«اینک او را بشناسید، کسی که شما را از تاریکی به روشنایی پرتو شکوهمند خویش فراخواند. به عرش مواهب او نزدیک شوید و از او بخشایش جویید و از آلودگی و بدی و کفر زدوده شوید. جسم خود را با آب زندگی شست‌وشو دهید و سزاوار پوشیدن جامهٔ درخشان افتخار گردید.»
گریگور در سال ۳۰۲ میلادی به مقام روحانی و رهبری کلیسای ارمنستان منصوب شد.

## نگارخانه

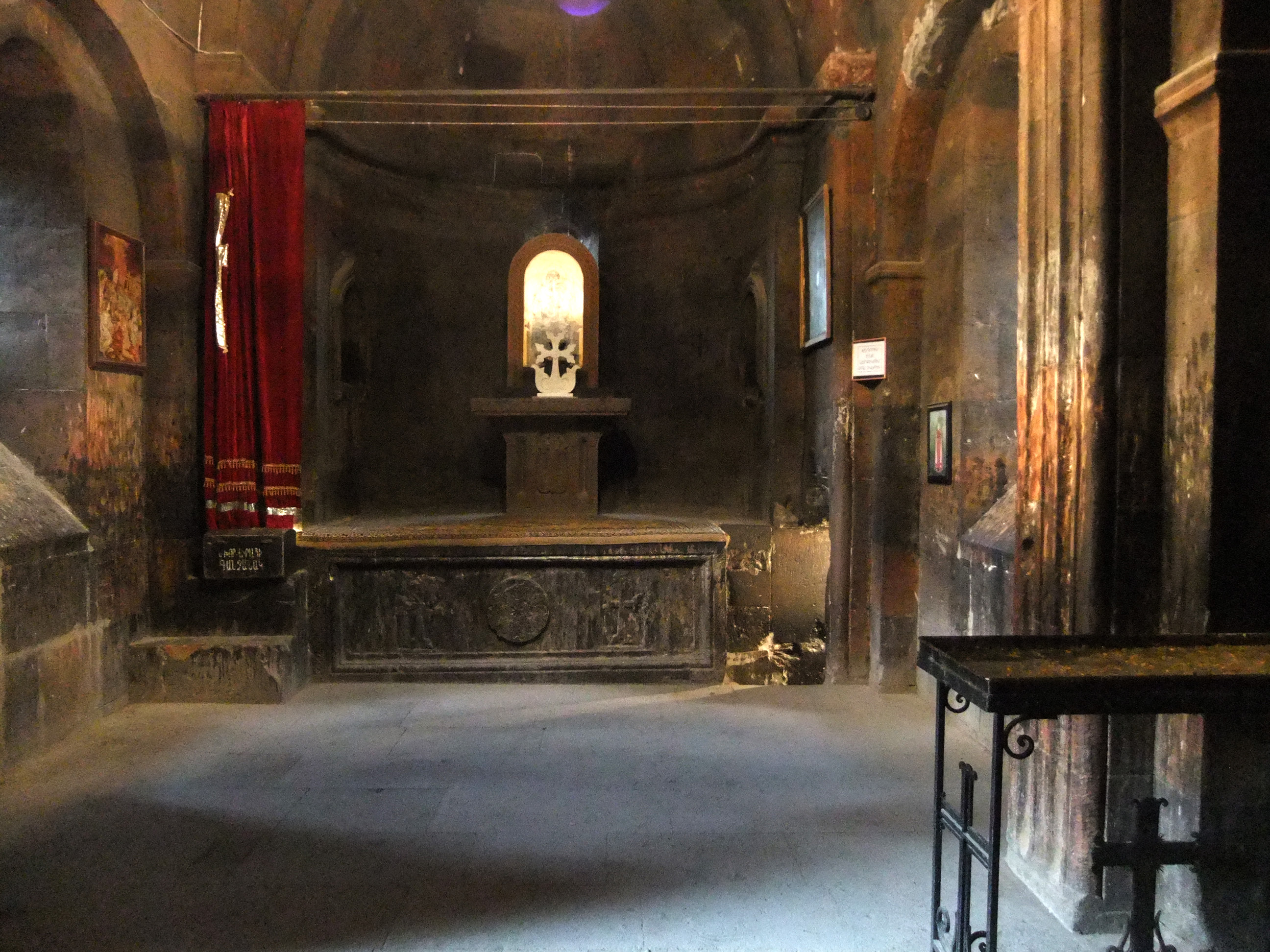
محراب گئورک مقدس
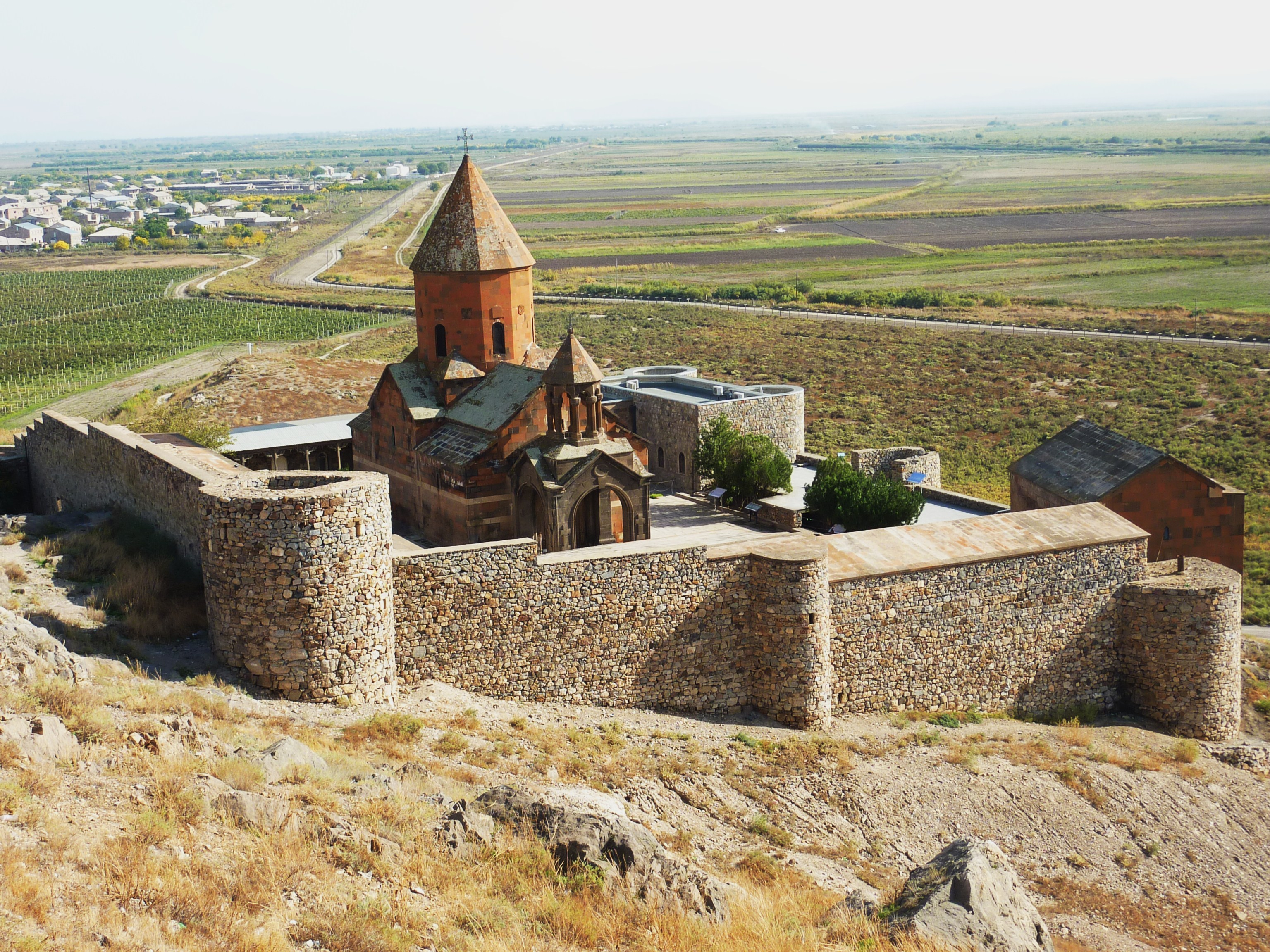
صومعه خور ویراپ
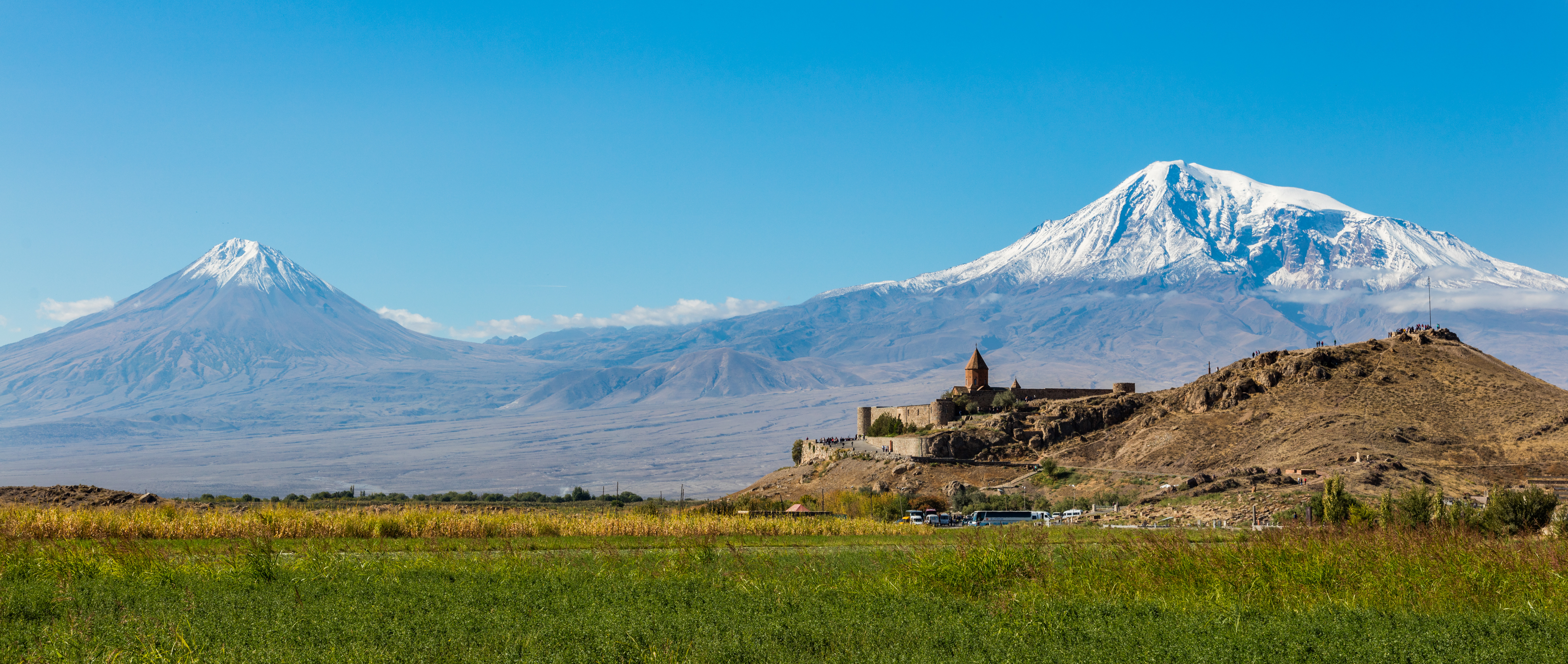
صومعه خور ویراپ و کوه آرارات
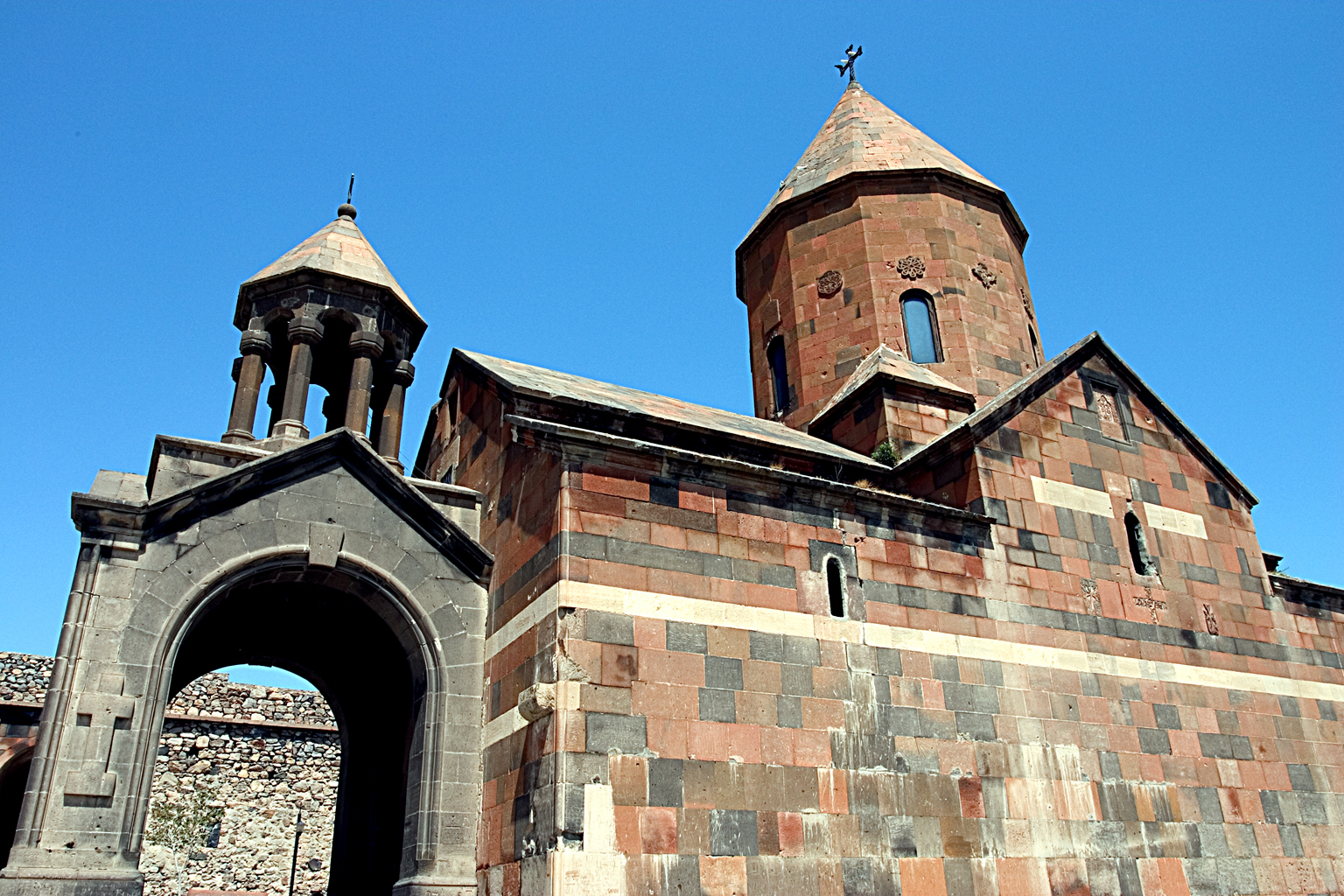
کلیسای آستواتساتسین مقدس،(مادر مقدس خدا)
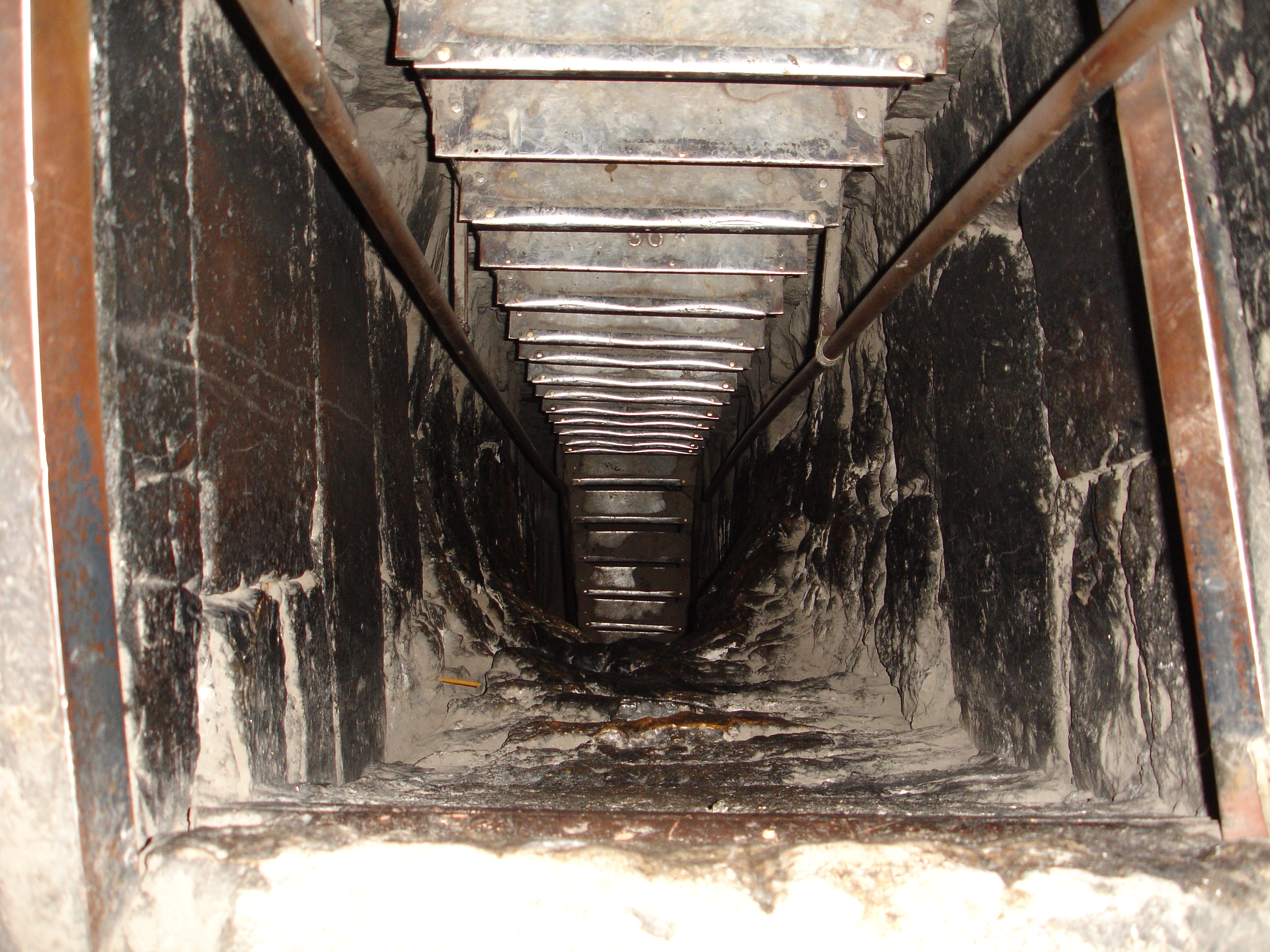
نردبان عمودی به داخل سیاه‌چال
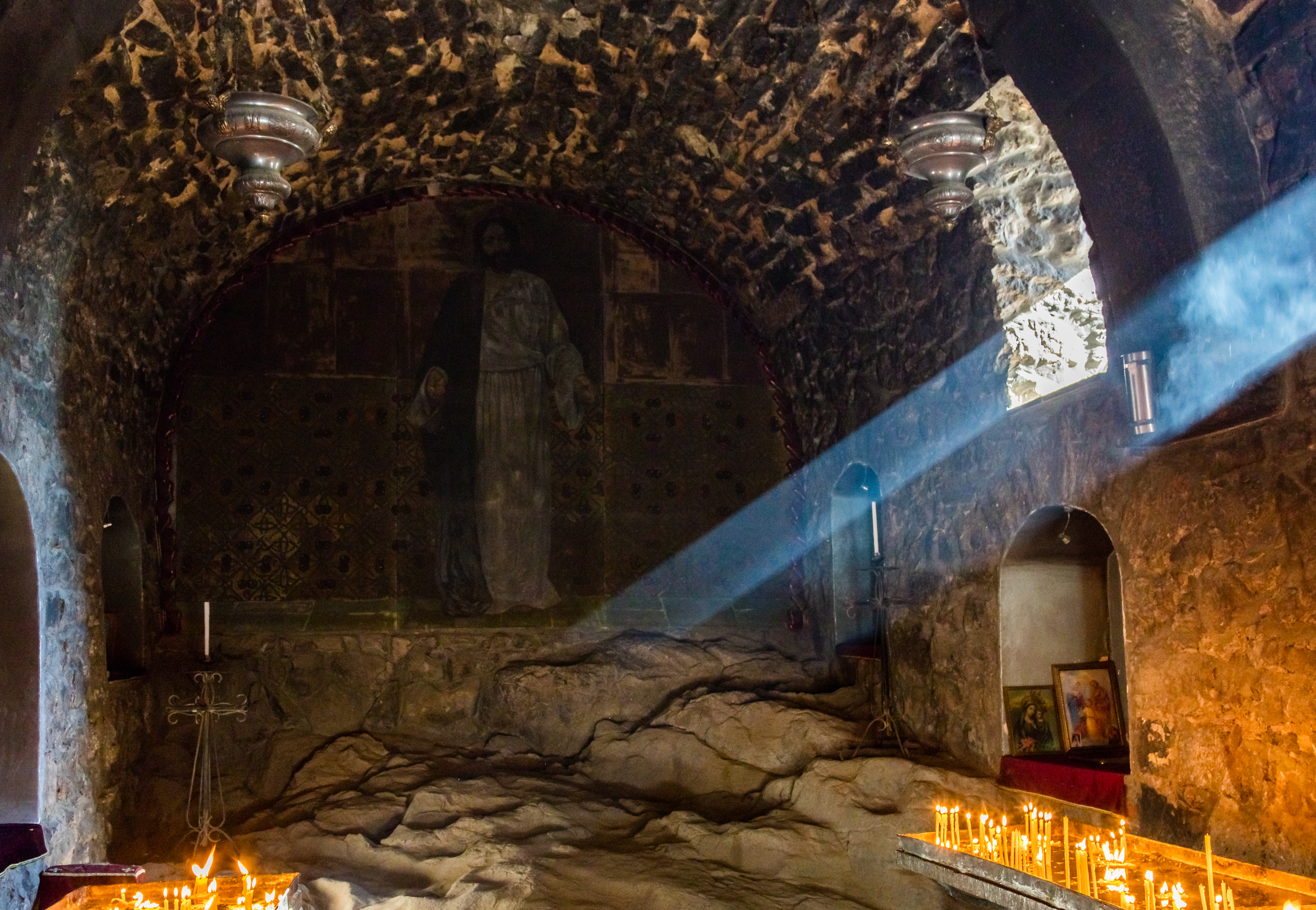
سیاه‌چال (خور ویراپ)
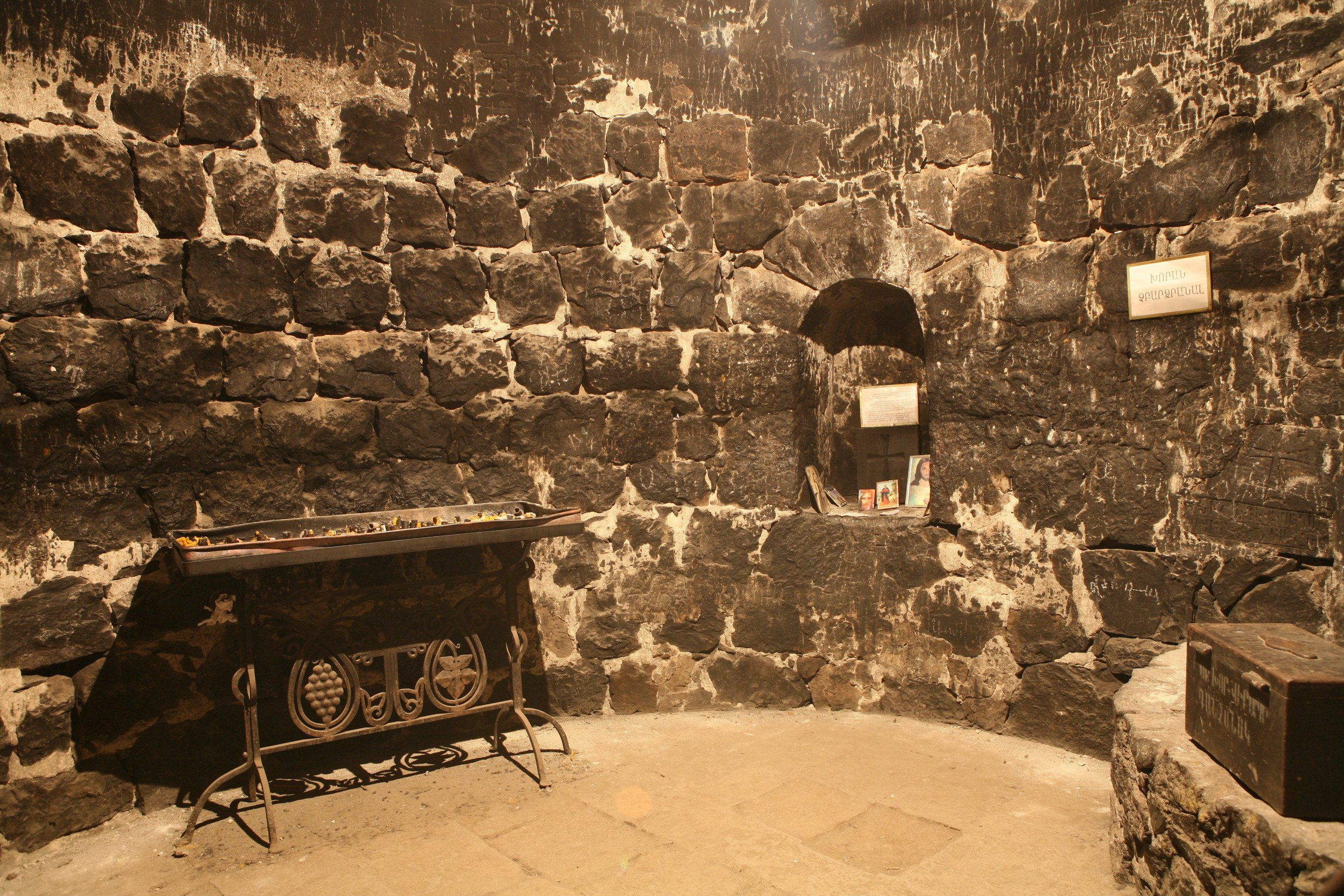
سیاه‌چال (خور ویراپ)
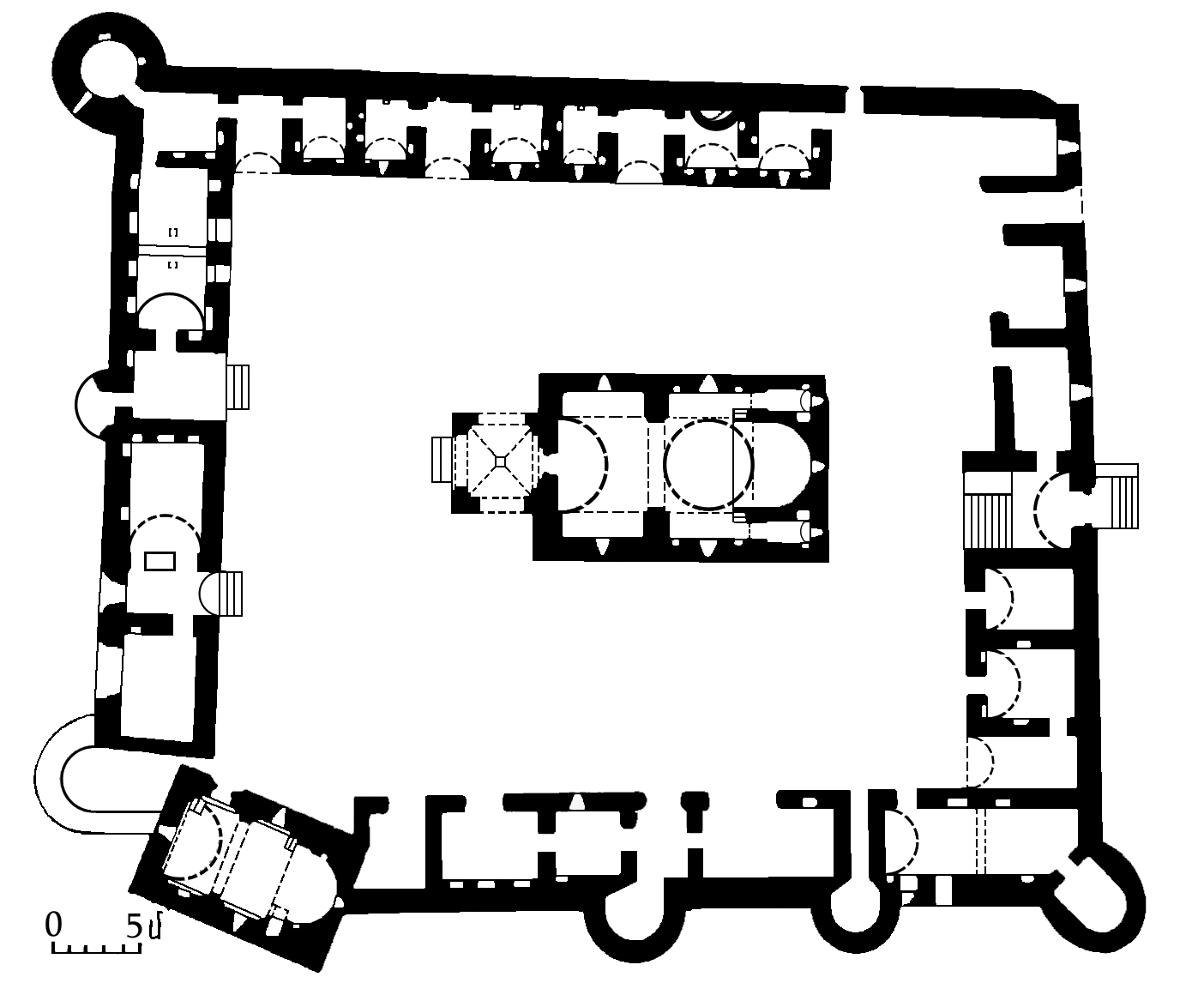